# Velolučka kultura
Velolučka kultura je srednjoneolitička kultura.
Česti nalazi posuda ukrašenih tamnim glačanjem i onih dvobojno oslikanih, jedinstvena je pojava za prostor od Apulije do srednje Bosne, i čini temeljnu odrednicu kulture, po prvi put temeljitije istražene i detaljnije opisane u Veloj spili. Prema imenu i u čast obližnjeg gradića Vele Luke kultura je dobila ime i u literaturu ušla pod nazivom velolučka kultura (između 5500 i 4500 godina prije Krista). Osim fino ukrašenih posuda, većinu pronađenog keramičkog materijala čine ulomci jednostavne strukture, ukrašeni visećim trokutima ispunjenim mrežastim urezivanjem te ponekom plastičnom izbočinom. Uobičajeni su bikonični oblici i posude s povišenom nogom. Brojni predmeti su ukrašeni uglavnom crnim, ali i crvenim ili smeđim kvalitetnim poliranjem Velolučka keramika razvijala se kroz više stupnjeva, dok su kameni, kremeni i koštani artefakti uglavnom isti kroz sve vrijeme trajanja srednjeg neolitika. Po tehnici izrade i dekoriranja razlikuje se pet keramičkih vrsta: fina slikana keramika, prijelazna slikana keramika, keramika ukrašena brazdanjem, keramika ukrašena udubljivanjem i gruba ukrašena i neukrašena keramika.